# Béatrice Giblin
Béatrice Giblin-Delvallet é uma cientista geopolítica francesa, nascida em 3 de março de 1947, em Paris. Ex-aluna de Yves Lacoste, ela fundou e dirigiu o Instituto francês de geopolítica, na Universidade de Paris VIII.

## Percurso Acadêmico
- Ex-aluna da Universidade de Paris VIII (cursos de história e geografia);
- Tese de doutoramento em geografia (1971);
- Tese de doutoramento sobre Estado (1992);
- Membro e fundadora, em parceria com Yves Lacoste, da revista Hérodote, desde 1976.